# Dioscoreàcies
Les dioscoreàcies (Dioscoreaceae) 
són una família de plantes angiospermes de l'ordre de les dioscoreals (Dioscoreales), dins del clade de les dicotolidònies. Conté més de 650 espècies, agrupades en quatre gèneres. És una família de distribució cosmopolita, però especialment present a les zones tropicals.

## Taxonomia
Aquesta família va ser publicada per primer cop l'any 1810 l'obra Prodromus Florae Novae Hollandiae et Insulae van-Diemen pel botànic escocès Robert Brown (1773-1858).

### Gèneres
Dins d'aquesta família es reconeixen els quatre gèneres següents:
- Dioscorea Plum. ex L.
- Stenomeris Planch.
- Tacca J.R.Forst. & G.Forst.
- Trichopus Gaertn.

## Usos
Algunes espècies del gènere Dioscorea tenen importància econòmica degut als seus tubercles comestibles, que són coneguts amb el nom de nyam, i són un aliment bàsic a moltes zones tropicals.